# Ildo Enrique Maneiro
Ildo Enrique Maneiro Ghezzi (Mercedes, 4 d'agost de 1947) és un futbolista retirat uruguaià dels anys 1960 i 1970 i posteriorment entrenador.

## Trajectòria
Com a futbolista destacà al Club Nacional de Football, club on fou campió de la Copa Libertadores de 1971 i la Copa Intercontinental del mateix any. També jugà a l'Olympique Lyonnais francès i breument al CA Peñarol.
Va jugar 33 partits i va marcar 3 gols amb la selecció d'Uruguai. Disputà el Mundial de 1970 a Mèxic.
Com a entrenador dirigí Real Zaragoza i la selecció nacional.

## Palmarès

### Com a jugador
Nacional
- Campionat uruguaià de futbol:
  - 1966, 1969, 1970, 1971, 1972
- Copa Libertadores de América:
  - 1971
- Copa Intercontinental de futbol:
  - 1971
- Copa Interamericana:
  - 1972

### Com a entrenador
Danubio
- Lliga paraguaiana de futbol:
  - 1988[6]